# Наїм Фрашері
Наїм Фрашері (алб. Naim Frashëri; *25 травня 1846 — †20 жовтня 1900, Кадікьой) — албанський поет і прозаїк. Видатний діяч «Албанського національного Відродження» (алб. Rilindja Kombëtare) XIX століття. Визнаний національним поетом Албанії.

## Біографія
Наїм Фрашері народився в селі Фрашері на півдні Албанії. Вже в дитинстві складав вірші. У 1865 році разом з сім'єю переїхав до Яніну, де вступив в грецьку гімназію, викладання в якій ґрунтувалося на ідеях французького Просвітництва, і де навчився писати вірші по-перському (вперше вони були опубліковані в 1885 році в Стамбулі в збірнику «Мрії»). Крім того в гімназії поет вивчав ще й грецьку, французьку та італійську мови.
Після повернення на Батьківщину разом з братом Абдюлем Фрашері він брав участь у боротьбі Прізренської ліги, національної албанської організації, спочатку створеної за підтримки турецького уряду, але після вступила з ним у збройний конфлікт. Боротьба організації закінчилася арештом її призвідників. У 1882 році Наїм Фрашері залишив країну і вирушив до Туреччини, де отримав посаду члена цензурної комісії при міністерстві освіти Османської імперії. При цьому він не переставав брати активну участь у житті албанського народу, сприяв виданню багатьох албанських книг, але свої власні публікації підписував не повним ім'ям, а використовуючи лише ініціали. Наїм Фрашері є автором патріотичної поеми грецькою мовою — «Істинне бажання албанців», брав участь у створенні національних шкіл в Албанії, йому належать перші албанські абетки, книги для читання та підручники. Переклав Іліаду Гомера, також перекладав байки Лафонтена, писав статті по дидактиці та ісламської практиці. Найвідоміші поеми Наїма Фрашері («Історія Скандербега» і «Кербела») були видані в 1898 році.

## Основи творчості
У загальній складності Наїм Фрашері написав двадцять дві великі роботи на турецькій, грецькій, перській та албанській мовах. На його ранні патріотичні вірші помітний вплив зробила перська література, а також французька. Однак весь його творчий шлях був пронизаний ідеями суфійського пантеїзму, який стверджував божественну суть у всьому, що існує в світі, яскравим підтвердженням тому можуть служити його вірша «Сопілка» і «Свічадо», в яких автор наділяє описувані предмети якоїсь божественною сутністю.